# Riera de Merlès
Riera de Merlès es una corriente fluvial que transcurre por la comunidad autónoma de Cataluña, España, que pasa o bordea las comarcas del Ripollés, Bergadá, Osona y el Bages. Nace en la confluencia de varios torrentes que descienden de la sierra de Catllarás, en los términos municipales de San Jaime de Frontanya y Viladonja.
Transcurre por municipios con poca población y eso hace que tenga un atractivo paisajístico y natural relevante, ya que el paisaje se ha modificado muy poco. Su trazado está bien comunicado por carretera, más hacia el norte, y se puede acceder desde poblaciones como Puigreig, Gironella, Prats de Llusanés o Borredá.

## Biodiversidad

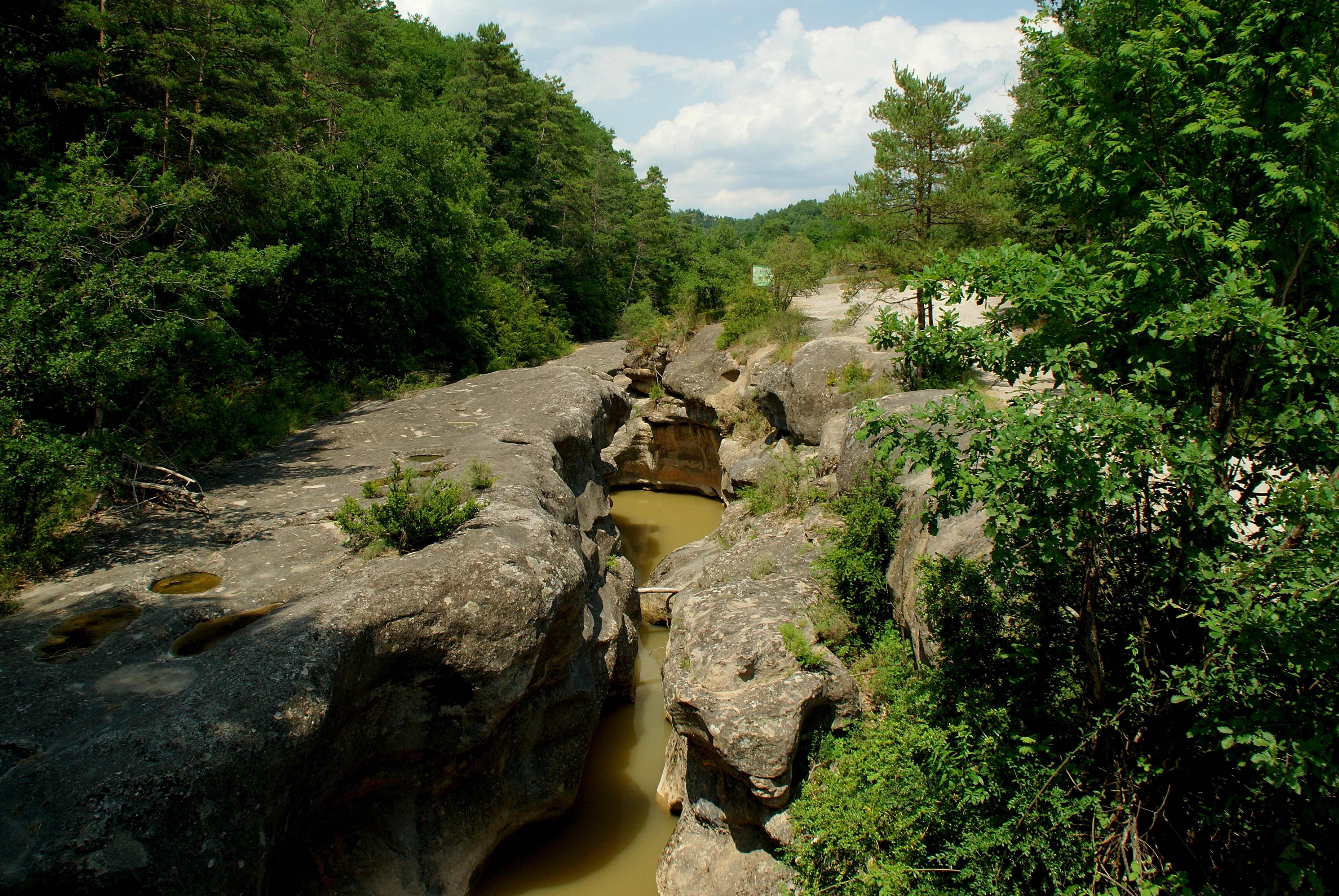
Imagen de la Riera de Merlès en su recurrido.

Dependiendo de la altura del terreno, la orientación y la proximidad con el curso de agua, en el valle de Merlès se encuentran diferentes tipos de bosques y de especies de árboles: en el curso bajo está el bosque mediterráneo, con predominio de pino carrasco, roble y encina. El curso medio y superior encontramos bosques eurosiberianos, con predominio de pino rojo, avellanero y algún hayedo. Un tercer tipo de bosque lo encontramos al borde del arroyo, el llamado bosque de ribera en el que crecen varias especies de árboles de gran tamaño: fresno, olmo o sauces.
Su curso fue protegido en 1992 por el Plan de Espacios de Interés Natural (PEIN) de la Generalidad de Cataluña mediante el Decreto 328/1992.

## Términos municipales

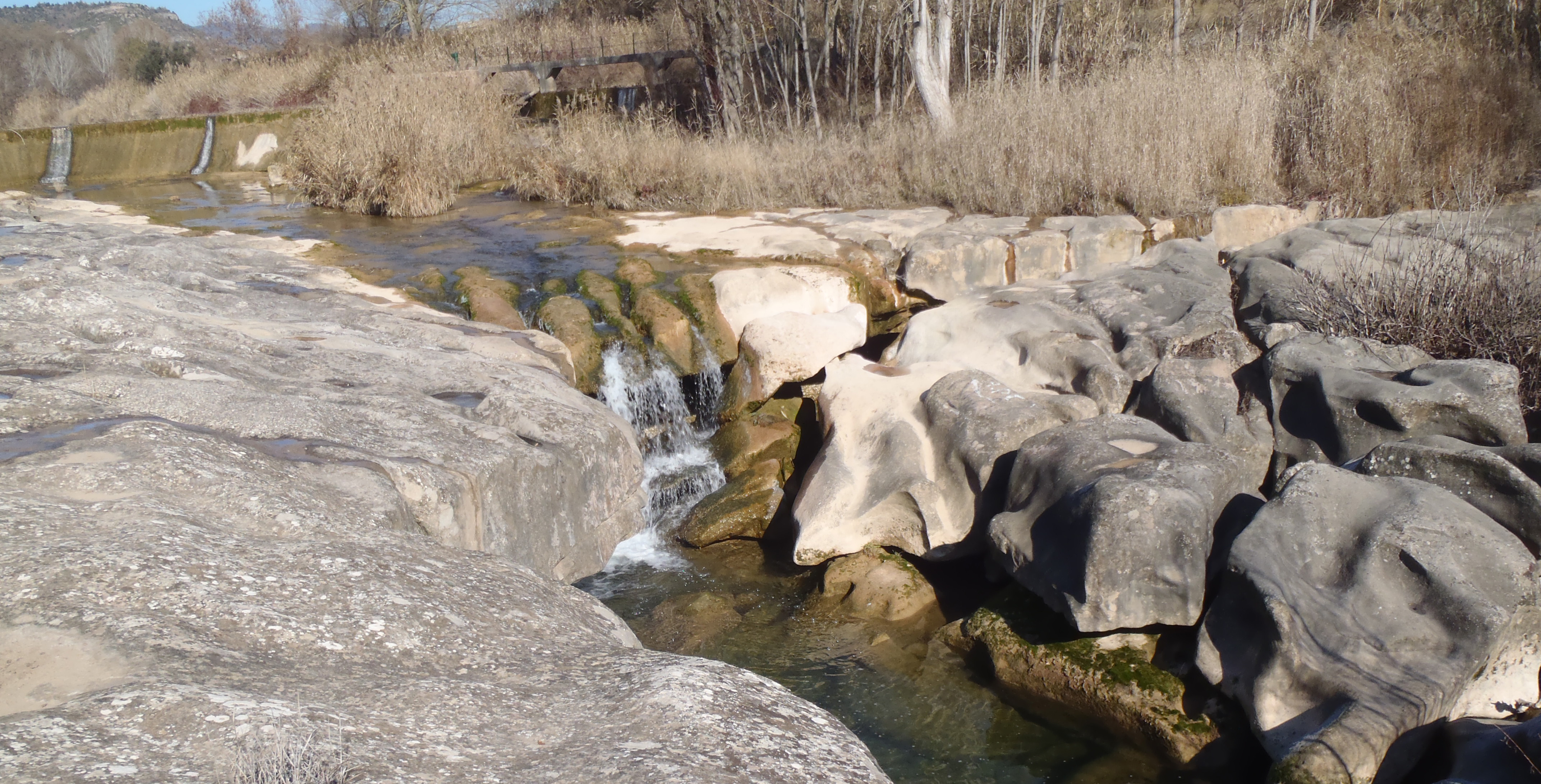
Valle de Merlès

De norte a sur pasa por los municipios de San Jaime de Frontanya, Las Llosas, Borredá, La Quart, Llusá, Sagás, Santa María de Marlés y Puigreig.
Los municipios del valle de Merlès son eminentemente rurales, por lo que no se encuentran núcleos de población a su paso, solo masías dispersas, excepto el pequeño núcleo de Santa María de Merlès, que consta de la iglesia, una rectoría, el ayuntamiento y el hostal. A lo largo de su recorrido se encuentran grandes masías con mucha historia, también hay esparcidas por todo el valle un gran número deshabitadas y muchas de ellas en muy mal estado, o incluso en ruinas. Esto es debido al despoblamiento rural que se ha sufrido en las últimas décadas. Algunas de ellas han sobrevivido gracias a que sus propietarios las han convertido en segundas residencias.

## Actividad económica

### Molinos
Aparte de la explotación agrícola y ganadera, que ha sido y es la principal actividad de las masías, históricamente también se ha dado en el valle de Merlès el aprovechamiento de su caudal para hacer funcionar fraguas y molinos de harina. El molino accionado con la fuerza hidráulica ha sido una industria artesanal que servía de complemento a la explotación agropecuaria.
Los molinos, tal como todavía se pueden ver algunos hoy en día, son edificios independientes respecto las masías porque se tenían que construir junto a la riera, y a menudo se encuentran a una buena distancia respecto de la masía a la que pertenecían. Hay una serie de elementos característicos de los molinos que han dado una fisonomía propia al curso de la riera de Merlès: la esclusa, que antiguamente estaba construida con un muro de rocas sostenido por troncos; el canal que desviaba el agua del arroyo hacia la balsa, y desde la balsa salía el riego que llevaba el agua hasta el molino cuando había que accionarlo para moler.

### Agricultura y ganadería
La población del valle de Merlès ha vivido tradicionalmente de la ganadería y la agricultura. Los tipos de cultivos que se pueden encontrar dependen de la topografía del terreno y de las condiciones climáticas, con dos sectores a diferenciar: El sector bajo y medio, que va desde la desembocadura en el río Llobregat, en los límites de término entre Puigreig (Bergadá) y Gayá (Bages), hasta llegar al plano de Santa María de Salselles, en el término de Borredá. En este territorio, allí donde el valle se ensancha y cerca de las grandes masías todavía habitadas, podemos encontrar campos donde se cultivan cereales como la cebada o el trigo, intercalado también con algún campo de forraje para el ganado.
Allí donde el terreno empieza a coger más altura, más arriba de Salselles y hasta los Rasos de Tubau (sierra de Catllarás), lo que predomina son los campos de forraje, que proporcionan alimento para las explotaciones ganaderas de la zona.